# Phenacoccus hurdi
Phenacoccus hurdi är en insektsart som beskrevs av Mckenzie 1964. Phenacoccus hurdi ingår i släktet Phenacoccus och familjen ullsköldlöss. Inga underarter finns listade i Catalogue of Life.